# Sagan om Catarina Dufva
Sagan om Catarina Dufva är en historisk romanserie skapad av författaren Olov Svedelid. 
Serien består av sju böcker och inleds med En Dufva i Stockholm (1986) och avslutas med Catarina och Silvervägen (2004).

## Handling
Berättelsen handlar om den fattiga barnhemsungen Catarinas livsöde, från hunsad piga i 1600-talets Sverige till framgångsrik affärskvinna och skeppsredare, hela tiden jagad och hotad av den mäktige Johan Lohe som svurit på att krossa henne. 
Catarina Dufva är seriens fiktiva huvudperson. Hon har växt upp på ett barnhem där hon fått sitt namn och ett födelsedatum, 1 juli 1677. Barnhemslivet var präglat av misshandel och förnedring. Med hugg och slag har hon lärts att läsa och skriva. Som mycket ung blir hon hämtad av ett rikt par från Eskilstuna för ett arbete som piga men tvingas därifrån fyra år senare när paret går i konkurs. Catarina har hunnit bli sjutton år när hon smutsig, klädd i trasig klänning och utan skor tar sig till fots mot Stockholm för att söka ny pigtjänst hos familjen Lohe på Stora Nygatan.

## Personer
Johan Lohe är en uppdiktad figur i romanerna, men skildringen av honom har en hel del verklighetsunderlag som Svedelid forskat fram. Verklighetens affärsman Johan Lohe bodde på Stora Nygatan och var ständigt inblandad i rättsprocesser. Han var överhuvudtaget en brutal person i det sena 1600-talets Stockholm och den karaktären har han även fått i böckerna.

## Böckerna
- En Dufva i Stockholm (1986)
- En Humbla på haven (1999)
- Catarina och kärlekens pris (2000)
- Catarina och tsaren (2001)
- Catarina i slavarnas rike (2002)
- Catarina i nya världen (2003)
- Catarina och Silvervägen (2004)